# Starry Night
Starry Night ist eine Reihe von kommerziell ausgelegten Astronomie-Software der Firma Imaginova Corp. für Hobby-Astronomen, allen voran die verschiedenen Planetarien-Programme. Es zeigt den Himmel über der Erde von jedem beliebigen Ort aus sowie von anderen Himmelskörpern des Sonnensystems. Umfangreichere Produkte der Reihe der Planetarien-Programme bieten zusätzlich die Möglichkeit an, den Himmel von jedem beliebigen Punkt in der Lokalen Gruppe zu simulieren und zu betrachten.
Die Software bietet die Möglichkeit, von mehr als 200.000 in der einfachen Ausführung des Programms, bis zu über 2,5 Millionen Sterne mit zusätzlichen Informationen in der umfangreichsten Version der Reihe zu erkunden und sich mit fotorealistischem Bildmaterial als künstlichem Himmel anzeigen zu lassen. Zusätzlich dazu sind Deep-Sky-Objekte wie beispielsweise Galaxien ebenfalls fotorealistisch implementiert und runden den Anblick des Himmels ab. Eines der vielen Extras ist noch dazu die vielen verschiedenen kleinen Himmelskörper in unseren Sonnensystem wie Asteroiden oder Kometen, die alle möglichst wirklichkeitsgetreu simuliert werden.
Die Simulation ist sowohl in Echtzeit möglich, als auch im Zeitraffer in beide Richtungen der Zeitachse. Die Möglichkeit, zu jedem beliebigen Datum zu springen, macht es möglich, den Himmel zu Christi Geburt zu sehen oder einen Blick von dem Kometen Hale-Bopp auf das Sonnensystem zu werfen.
Mit einem zusätzlichen Plug-in, das in umfangreicheren Ausführungen bereits enthalten ist, kann man Teleskope, die mit einem dafür kompatiblen Motor ausgestattet sind, steuern und auf in der Software ausgewählte Punkte ausrichten und diese mit bloßem Auge betrachten.

## Ähnliche Programme
- Stellarium, Celestia, WinStars, Redshift, Das Planetarium 1900–2100